# (12835) Stropek
(12835) Stropek est un astéroïde de la ceinture principale.

## Description
(12835) Stropek est un astéroïde de la ceinture principale. Il fut découvert le 7 février 1997 à l'observatoire Kleť par l'observatoire Kleť. Il présente une orbite caractérisée par un demi-grand axe de 2,32 UA, une excentricité de 0,13 et une inclinaison de 7,8° par rapport à l'écliptique.

## Compléments